# Junkers S 36
Die Junkers S 36 war ein als Tiefdecker ausgelegtes Versuchsflugzeug des deutschen Herstellers Junkers aus den 1920er-Jahren. Es war das erste zweimotorige Modell des Herstellers und konnte drei Personen befördern. Nach dessen Vorbild entstanden die Bomber Junkers K 37, Mitsubishi Ki-1 und Mitsubishi Ki-2.

## Geschichte
Bei der S 36 handelte es sich um einen freitragenden Tiefdecker in Ganzmetallbauweise. Das Flugzeug war mit zwei Gnôme-Rhône-Sternmotoren von je 440 kW (ca. 600 PS) ausgerüstet. Der Erstflug fand am 5. September 1927 statt. Ursprünglich war ein Einsatz als Kampfflugzeug S 36 (WerkNr. 3200) geplant.
Anders als die anderen Junkersflugzeuge wurde beim Prototyp der S 36 für die Beplankung von Flügelnase und Flügeloberseite versuchsweise glattes Blech benutzt. Die ebenfalls mit Glattblech verkleidete Bugnase erhielt nachträglich eine Verglasung, während an der Rumpfunterseite eine Öffnung für eine Kamera angebracht wurde.
Nach Ende der Versuche wurde dieses Flugzeug als S-AABL an die Junkers-Niederlassung AB Flygindustri in Limhamn, Schweden verkauft und diente dort als Prototyp für die dort gefertigte Junkers K 37. Diese Maschine war bewaffnet und wurde als Bomber ausgerüstet. Ihre gute Höhenleistung machte sie für die Jagdflugzeuge des Jahres 1927 unerreichbar. Gegen Ende des Jahres 1927 wurde die Maschine für Luftbildzwecke umgerüstet, daraufhin flog die einzige S 36 als D-1252, dann als D-AMIX, wieder in Dessau. Die S 36 wurde 1928 offiziell als erste zweimotorige Maschine zum Kunstflug zugelassen.
Die japanischen Streitkräfte zeigten an diesem weiterentwickelten Flugzeug Interesse und auf dieser Basis entwickelte Mitsubishi die Ki-1 und die Ki-2.

## Technische Daten

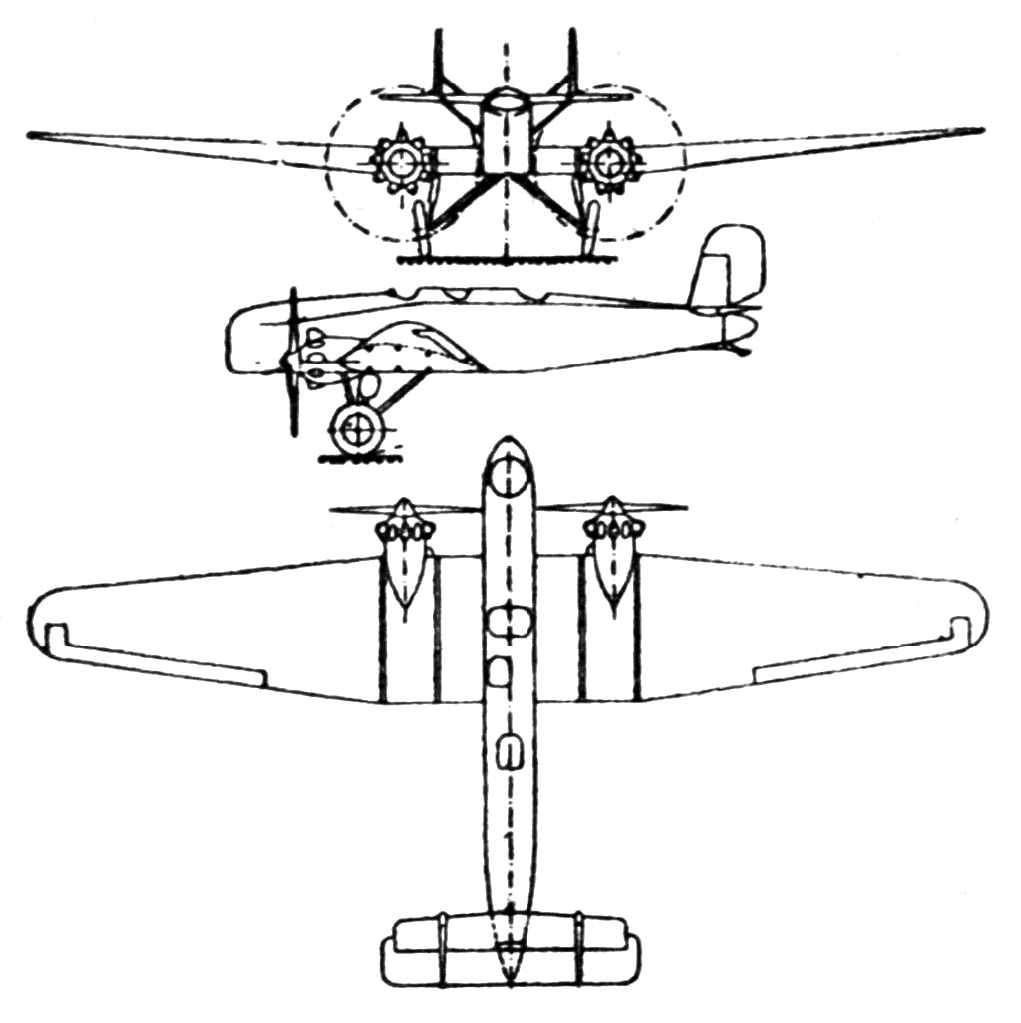
Dreiseitenansicht

| Kenngröße             | Daten der Junkers S 36                                                        |
| --------------------- | ----------------------------------------------------------------------------- |
| Besatzung             | 3                                                                             |
| Länge                 | 11,41 m                                                                       |
| Spannweite            | 20,14 m                                                                       |
| Höhe                  | 4,60 m                                                                        |
| Flügelfläche          | 54,00 m²                                                                      |
| Höchstgeschwindigkeit | 245 km/h                                                                      |
| Dauergeschwindigkeit  | 220 km/h                                                                      |
| Landegeschwindigkeit  | 110 km/h                                                                      |
| Steigzeit auf 3000 m  | 11,8 min                                                                      |
| Steigleistung         | 4,20 m/s                                                                      |
| Rüstmasse             | 2600 kg                                                                       |
| Flugmasse             | 4300 kg                                                                       |
| Dienstgipfelhöhe      | 7750 m                                                                        |
| Reichweite            | 900 km                                                                        |
| Triebwerke            | 2 × 9-Zylinder-Sternmotoren Gnôme-Rhône Jupiter VI mit je 440 kW (ca. 600 PS) |
| Bewaffnung            | –                                                                             |